# Cécile Duquenne
Pour les articles homonymes, voir Duquenne.
Œuvres principales
- Série Les Foulards rouges
- Série Les Nécrophiles anonymes
- Série Penny Cambriole

Cécile Duquenne, née le 16 janvier 1988 dans le 13e arrondissement de Marseille, est une romancière et nouvelliste française de science-fiction, fantasy et fantastique.

## Biographie
Cécile Duquenne a passé son enfance à Cassis, La Ciotat et Aubagne. Elle passe le baccalauréat L en 2006, puis obtient un « DUT Métiers du livre » en 2008, une licence LLCE de japonais en 2011, et un master « Traduction littéraire » en 2013.

## Œuvres

### SérieLes Brigades du Steam
1. Les Brigades du Steam, ActuSF, 2019 en collaboration avec Étienne Barillier
2. Les Chiens de Porcelaine, ActuSF, 2022 en collaboration avec Étienne Barillier[2]

Cette série de romans d'aventure steampunk décrit les aventures de Solange Chardon du Tonnerre et de son coéquipier Auguste Genovesi, à Aix-en-Provence (tome 1), puis à Limoges (tome 2). 
Le tome 2, Les Chiens de Porcelaine, est lauréat du prix Les Petits Mots des Libraires 2022 dans la catégorie meilleur roman imaginaire découverte.

### SérieLes Foulards rouges
Les Foulards rouges est une série littéraire mêlant space opera et steampunk. Publiée initialement sur internet, chez Bragelonne, elle compte sept épisodes par saison, avec un épisode par mois. Elle est ensuite éditée sur papier, chaque épisode représentant une à deux heures de lecture. Tous les épisodes ont des titres anglais.
La série évoque les aventures de Lara Carax qui s'échappe de la planète Bagne et son combat contre le sinistre « Parti pour la Paix ».
- Saison 1 : Bagne, Bragelonne, coll. « Snark », 2015, 424 p.  (ISBN 979-1028102265)
  - 1-1 : Lady Bang and The Jack, Bragelonne, coll. « Snark » no 5, 2014  (ISBN 978-2-8205-1399-1)
  - 1-2 : Six Feet Under, Bragelonne, coll. « Snark »
  - 1-3 : Paint it Black, Bragelonne, coll. « Snark »
  - 1-4 : Storms, Bragelonne, coll. « Snark »
  - 1-5 : Mastermind, Bragelonne, coll. « Snark »
  - 1-6 : Fire made Flesh, Bragelonne, coll. « Snark »
  - 1-7 : When the Going Gets Tough, Bragelonne, coll. « Snark »
- Saison 2 : Terre, Bragelonne, coll. « Snark », 2016, 472 p.  (ISBN 979-1028100544)
  - 2-1 : Not just a pretty face, Bragelonne, coll. « Snark » no 50, 2015  (ISBN 978-2-8205-2164-4)
  - 2-2 : So You Wanna Play With Magic ?, Bragelonne, coll. « Snark »
  - 2-3 : Thunderstruck, Bragelonne, coll. « Snark »
  - 2-4 : Stranger in a Strange Land, Bragelonne, coll. « Snark »
  - 2-5 : Red Flag, Bragelonne, coll. « Snark »
  - 2-6 : Children of the Great Empire, Bragelonne, coll. « Snark »
  - 2-7 : Don't Let Me Be Misunderstood, Bragelonne, coll. « Snark »
- Saison 3 : Évoria, Bragelonne, coll. « Snark », 2017, 472 p.  (ISBN 979-1028110857)
  - 3-1 : The Cell, Bragelonne, coll. « Snark » no 89, 2016  (ISBN 978-2-8205-2826-1)
  - 3-2 : Fight Like a Girl, Bragelonne, coll. « Snark »
  - 3-3 : Landslide, Bragelonne, coll. « Snark »
  - 3-4 : Here Come the Vultures, Bragelonne, coll. « Snark »
  - 3-5 : Daughters of Darkness, Bragelonne, coll. « Snark »
  - 3-6 : The Shadow of Death, Bragelonne, coll. « Snark »
  - 3-7 : Where the Eagles Cry, Bragelonne, coll. « Snark » no 97, 2017  (ISBN 979-10-281-0999-8)

### SérieLes Nécrophiles anonymes
La série « Les Nécrophiles anonymes » évoque l'immortalité et le vampirisme.
La série a fait l'objet d'une intégrale intitulée Le Dernier des Néphilim aux éditions Omnibus (2015).
1. Quadruple assassinat dans la rue de la Morgue
2. L'Étrange Cas du docteur Ravna et de monsieur Gray
3. Le Dernier des Néphilim
4. L'Île aux démons

### SériePenny Cambriole
Ouvrages pour la jeunesse, mêlant aventures et steampunk :
1. Penny Cambriole et l'horloge à voler le temps, Rouge Safran[6]
2. Mineurs sans âmes, Rouge Safran

### Roman indépendant
- Entrechats, éditions Voy'el, 2010

### Nouvelles
- Sous-sol, 2007
- Les Deux Orfèvres, 2009
- Le Triomphe de l'impératrice, 2010
- Un beau paquet d'ordure, 2011

### Critiques littéraires concernantLes Foulards rouges
- « Cécile Duquenne sort les colts et son foulard… » sur le site NooSFere
- « Les Foulards rouges, ou le western-steampunk à la française » sur le site NooSFere